# Mistrovství Československa v atletice 1957
Mistrovství ČSR mužů a žen v atletice 1957 v kategoriích mužů a žen se konalo 23. července až 25. července v Praze. 

## Medailisté

### Muži
| Soutěž                                    | Zlato                                                                            | Stříbro                                                                             | Bronz                                                                                   |
| 100 m                                     | František Šimánek 11,0                                                           | Zdeněk Procházka 11,1                                                               | Ján Šteso 11,1                                                                          |
| 200 m                                     | Jaroslav Jirásek 22,1                                                            | Václav Janeček 22,3                                                                 | Ján Šteso 22,4                                                                          |
| 400 m                                     | Josef Trousil 48,3                                                               | Jozef Kočiš 49,3                                                                    | Pavol Havrlant 49,9                                                                     |
| 800 m                                     | Stanislav Jungwirth 1:50,4                                                       | Čeněk Hanka 1:50,6                                                                  | Jaroslav Heger 1:52,9                                                                   |
| 1500 m                                    | Alexander Zvolenský 3:54,9                                                       | Dušan Čikel 3:55,4                                                                  | Václav Jozefy 3:57,4                                                                    |
| 5000 m                                    | Miroslav Jurek 14:18,6                                                           | Mirko Gräf 14:19,4                                                                  | Miloš Tomis 14:28,0                                                                     |
| 10 000 m                                  | Ivan Ullsperger 29:44,4                                                          | Emil Zátopek 29:45,2                                                                | Pavel Kantorek 30:18,8                                                                  |
| 110 m př.                                 | Ivan Veselský 15,4                                                               | Antonín Honzík 15,9                                                                 | Rudolf Houfek 16,4                                                                      |
| 200 m př.                                 | Miloslav Moravec 24,5                                                            | Josef Dupal 25,8                                                                    | Vladimír Dostál 25,8                                                                    |
| 400 m př.                                 | Milan Trčka55,4                                                                  | Květoslav Springinsfeld 55,4                                                        | Stanislav Reischl 56,0                                                                  |
| 3000 m př.                                | Bohumír Zháňal 8:54,7                                                            | Vlastimil Brlica 8:55,7                                                             | Ludvík Veselý 9:01,8                                                                    |
| 4 × 100 m                                 | Jaroslav Valouch František Šimánek Josef Bílek Václav Bečvárovský RH Praha 42,0  | František Brož Jaroslav Jirásek Václav Janeček František Mikluščák Dukla Praha 42,0 | Dominik Kocinger Ivan Veselský Michal Baránek Ján Šteso Slávia Bratislava 43,1          |
| 4 × 400 m                                 | Dušan Čikel Ludvík Liška Stanislav Jungwirth Jaroslav Jirásek Dukla Praha 3:17,5 | Zbyněk Kučera Rudolf Kupka Jaroslav Heger Pavol Havrlent RH Praha 3:21,7            | Josef Brousil Petr Byčkovský Čeněk Hanka Zdeněk Horáček Spartak Praha Stalingrad 3:23,0 |
| Skok do výšky                             | Jaroslav Kovář 202 cm                                                            | Jiří Lanský 200 cm                                                                  | Zdeněk Matějka 197 cm                                                                   |
| Skok o tyči                               | Josef Dvořák 420 cm                                                              | Stanislav Štefkovič 415 cm                                                          | Jiří Krejcar 410 cm                                                                     |
| Skok daleký                               | Zdeněk Procházka 715 cm                                                          | Josef Bílek 703 cm                                                                  | Miloslav Moravec 700 cm                                                                 |
| Trojskok                                  | Martin Řehák 15,55 m                                                             | Vlastimil Kálecký 15,10 m                                                           | František Křupala 14,92 m                                                               |
| Vrh koulí                                 | Jiří Skobla 18,01 m                                                              | Jaroslav Plíhal 16,72 m                                                             | Josef Stoklasa 15,82 m                                                                  |
| Hod diskem                                | Karel Merta 54,13 m                                                              | Zdeněk Čihák 53,26 m                                                                | Alojz Kormúth 48,79 m                                                                   |
| Hod kladivem                              | Karel Mužíček 61,92 m                                                            | Josef Málek 58,01 m                                                                 | Oldřich Engel 56,25 m                                                                   |
| Hod oštěpem                               | Pavel Jílek 65,98 m                                                              | Josef Dušátko 65,89 m                                                               | Josef Poruba 64,76 m                                                                    |
| 20 km chůze                               | Ladislav Moc 1:36:13,0                                                           | Milan Skřont 1:36:30,8                                                              | Václav Platil 1:36:54,6                                                                 |
| 50 km chůze Praha – Poděbrady 6. 10. 1957 | Ladislav Moc 4:12:18,2                                                           | Josef Doležal 4:15:13,8                                                             | Svatopluk Sýkora 4:30:16,4                                                              |
| Desetiboj                                 | Václav Bečvárovský 6433 bodů                                                     | Oldřich Zikmunda 5849 bodů                                                          | Jan Kebrle 5757 bodů                                                                    |
| Maratonský běh Ostrava 8. 9. 1957         | Jaroslav Šourek 2:34:36,0                                                        | Jiří Michálek 2:38:30,4                                                             | Drahomír Pechánek 2:41:46,4                                                             |

### Ženy
| Soutěž                             | Zlato | Stříbro | Bronz                                                                                               |
| 100 m                              | Libuše Strejčková 12,5                                                                                      | Gertruda Prokopová 12,8                                                                                          | Věra Švajgrová 12,9                                                                                 |
| 200 m                              | Libuše Strejčková 25,6                                                                                      | Veronika Vodičková 25,7                                                                                          | Gertruda Prokopová 26,1                                                                             |
| 400 m                              | Bedřiška Müllerová 57,8                                                                                     | Alena Schusterová 59,7                                                                                           | Monika Kropáčová 59,9                                                                               |
| 800 m                              | Bedřiška Müllerová 2:16,6                                                                                   | Olga Fomenková 2:20,1                                                                                            | Marta Pospíšilová 2:21,0                                                                            |
| 80 m př.                           | Miroslava Trkalová 11,9                                                                                     | Anna Zábršová 12,1                                                                                               | Alena Stolzová 12,2                                                                                 |
| 4 × 100 m                          | Marie Kubcová-Novotná Květoslava Pohlová Miloslava Maninová Libuše Strejčková Spartak Ústí n/L 49,3         | Vlasta Svozilová Dagmar Pavlousková-Kučerová Miloslava Kaniová-Brázdová Veronika Vodičková Spartak Brno ZJŠ 49,7 | Alena Schusterová Alena Stolzová Anna Zábršová Božena Bartošová RH Praha 49,9                       |
| 4 × 200 m Praha 26. – 27. 10. 1957 | Marie Kubcová-Novotná Bedřiška Müllerová Miloslava Maninová Libuše Strejčková Spartak Ústí nad Labem 1:44,6 | Evžena Abšnajdrová Hana Kovaříková Věra Švajgrová Gertruda Prokopová Baník VŽKG Vítkovice 1:45,7                 | Miroslava Svobodová Kuželová Božena Duchoslavová Miroslava Trkalová Spartak Praha Stalingrad 1:47,3 |
| Skok do výšky                      | Olga Davidová 160 cm                                                                                        | Dagmar Pavlousková-Kučerová 154 cm                                                                               | Jarmila Klimšová 150 cm                                                                             |
| Skok daleký                        | Zlata Rozkošná 609 cm                                                                                       | Anna Kovaříková 573 cm                                                                                           | Dagmar Richterová 555 cm                                                                            |
| Vrh koulí                          | Věra Zapadlová 13.94 m                                                                                      | Adéla Tišlerová 13.14 m                                                                                          | Marie Chýlková 13.04 m                                                                              |
| Hod diskem                         | Štěpánka Mertová 50.65 m                                                                                    | Marie Šimánková 45.99 m                                                                                          | Anna Stachovičová 44.09 m                                                                           |
| Hod oštěpem                        | Vlasta Pešková 43.53 m                                                                                      | Miloslava Smejkalová 42.94 m                                                                                     | Jarmila Řeháková 41.20 m                                                                            |
| Pětiboj Plzeň 28. – 29. 9. 1957    | Olga Davidová 4134 bodů                                                                                     | Anna Plšková 3872 bodů                                                                                           | Miroslava Trkalová 3694 bodů                                                                        |